# Grębów (gemeente)
De gemeente Grębów is een landgemeente in het Poolse woiwodschap Subkarpaten, in powiat Tarnobrzeski.
De zetel van de gemeente is in Grębów.
Op 30 juni 2005, telde de gemeente 9818 inwoners.

## Oppervlakte gegevens
In 2002 bedroeg de totale oppervlakte van gemeente Grębów 186,28 km², waarvan:
- agrarisch gebied: 47%
- bossen: 34%

De gemeente beslaat 35,82% van de totale oppervlakte van de powiat.

## Demografie
Stand op 30 juni 2004:
| Omschrijving                   | Totaal | Totaal | Vrouwen | Vrouwen | Mannen | Mannen |
| ------------------------------ | ------ | ------ | ------- | ------- | ------ | ------ |
| eenheid                        | aantal | %      | aantal  | %       | aantal | %      |
| inwoners                       | 9666   | 100    | 4902    | 50,7    | 4764   | 49,3   |
| bevolkingsdichtheid (inw./km²) | 51,9   | 51,9   | 26,3    | 26,3    | 25,6   | 25,6   |

In 2002 bedroeg het gemiddelde inkomen per inwoner 1594,09 zł.

## Plaatsen
sołectwa:
- Grębów
- Jamnica
- Krawce
- Poręby Furmańskie
- Stale
- Wydrza
- Zabrnie
- Żupawa

Overige plaatsen: Grądki, Kąt, Niwa, Nowy Grębów, Palędzie, Piasek, Rynek, Sokół, Szlachecka, Wiry, Zapolednik.

## Aangrenzende gemeenten
Bojanów, Gorzyce, Nowa Dęba, Stalowa Wola, Tarnobrzeg, Zaleszany